# Parc national des South Downs
Le parc national des South Downs est le plus récent parc national d'Angleterre, créé le 31 mars 2010. Le parc, couvrant une superficie de 1627 km² dans le sud de l'Angleterre, s'étend sur 140 kilomètres de Winchester à l'ouest à Eastbourne à l'est à travers les comtés de Hampshire, West Sussex et East Sussex. Le parc national couvre les collines crayeuses des South Downs (qui, sur la côte de la Manche, forment les falaises blanches des Seven Sisters et de Beachy Head) et une partie importante d'une région distincte, l'ouest du Weald, avec son grès fortement boisé et ses collines et vallées argileuses. Le South Downs Way s'étend sur toute la longueur du parc et est le seul sentier national qui se trouve entièrement dans un parc national.

## Histoire
L'idée d'un parc national des South Downs est née dans les années 1920, lorsque le public s'inquiétait de plus en plus des menaces pesant sur le magnifique environnement des South Downs (« Basses terres »), en particulier l'impact du développement immobilier spéculatif aveugle sur l'est des Sussex Downs (Peacehaven en était un exemple). En 1929, le Council for the Preservation of Rural England, dirigé par des militants dont le géographe Vaughan Cornish, soumet un mémorandum au Premier ministre plaidant en faveur de parcs nationaux, dont un parc national sur une partie des South Downs. Lorsque cependant, vers la fin de la Seconde Guerre mondiale, on a demandé à John Dower de faire un rapport sur la façon dont un système de parcs nationaux en Angleterre et au Pays de Galles pourrait être établi, son rapport de 1945, Parcs nationaux en Angleterre et au Pays de Galles, n'a pas identifié les South Downs pour le statut de parc national, mais l'a plutôt inclus dans une liste « d'autres zones d'agrément ». Le rapport du Comité des parcs nationaux de Sir Arthur Hobhouse de 1947 a adopté un point de vue différent,  incluant les South Downs dans sa liste de douze zones recommandées pour la désignation comme parc national, définies par John Dower comme « une vaste zone de beauté et relativement pays sauvage dans lequel, pour le bien de la nation... la beauté caractéristique du paysage est strictement préservée ».
Les South Downs ont été le dernier des douze parcs nationaux initialement recommandés à être créés. Les dommages importants causés aux terres calcaires à partir de 1940 par les cultures arables et le déclin du pâturage des moutons qui en a résulté ont milité contre la poursuite des travaux sur la désignation. Lorsqu'en 1956, la Commission des parcs nationaux en vint à examiner le cas des South Downs en tant que parc national, elle trouva que la désignation n'était plus appropriée, notant que la valeur des South Downs en tant que parc national potentiel avait été réduite par la culture. Elle a cependant reconnu la « grande beauté naturelle » de la région et a proposé qu'elle soit désignée comme une zone de beauté naturelle exceptionnelle .
En septembre 1999, le gouvernement, à la suite d'une révision de la politique des parcs nationaux, a déclaré son soutien à un parc national des South Downs et a annoncé une consultation sur sa création. En janvier 2003, la Countryside Agency (aujourd'hui Natural England) a pris une ordonnance pour désigner le parc proposé en 2003, qui a été soumise au secrétaire d'État à l'environnement le 27 janvier 2003.
À la suite d'objections sur le projet de décret, une enquête publique a été menée entre le 10 novembre 2003 et le 23 mars 2005 dans le but de recommander aux ministres si un parc national devrait être confirmé et, le cas échéant, quelles seraient ses limites. Les résultats de l'enquête étaient attendus pour fin 2005, mais ont été retardés en attendant une question juridique découlant d'une affaire de la Haute Cour contestant une partie de l'ordonnance désignant le parc national de New Forest.
À la suite d'un appel sur l'affaire de la Haute Cour et de la nouvelle législation incluse dans la loi de 2006 sur l'environnement naturel et les communautés rurales, le rapport d'enquête sur les South Downs a été publié le 31 mars 2006. Il a recommandé une réduction de 23 % de la taille du parc national initialement proposé, en le concentrant plus étroitement sur les terres crayeuses et en excluant une grande partie des AONB existantes de l'East Hampshire et des Sussex Downs. Cela a été très controversé, ce qui a conduit à des appels de la Campagne pour la protection de l'Angleterre rurale et d'autres pour l'inclusion de la Weald occidentale, une région possédant une géologie, une écologie et un paysage assez différents des collines crayeuses des South Downs, à l'intérieur des limites du parc pour s'assurer qu'il reste protégé du développement. À la lumière des réponses reçues, le secrétaire d'État a décidé qu'il convenait de rouvrir l'enquête publique 2003-2005.
Le 31 mars 2009, le résultat de l'enquête a été publié. Le secrétaire d'État, Hilary Benn, a annoncé que les South Downs seraient désignés parc national, et le 12 novembre 2009, il a signé l'ordonnance confirmant la désignation. Surtout, il a confirmé qu'un certain nombre de zones très disputées, y compris l'ouest du Weald, la ville de Lewes et le village de Ditchling, seraient incluses dans le parc national.
Le nouveau parc national est devenu pleinement opérationnel le 1er avril 2011 lorsque la nouvelle Autorité du parc national des South Downs en a assumé la responsabilité statutaire. L'occasion a été marquée par une cérémonie d'ouverture qui a eu lieu sur la place du marché de Petersfield, une ville située dans l'ouest du Weald à seulement 4 km au nord de l'escarpement de craie des South Downs.
En 2016, le parc national a obtenu le statut de réserve internationale de ciel étoilé, afin de limiter la pollution lumineuse artificielle au-dessus du parc. C'était la deuxième zone de ce type en Angleterre et la 11ème au monde.

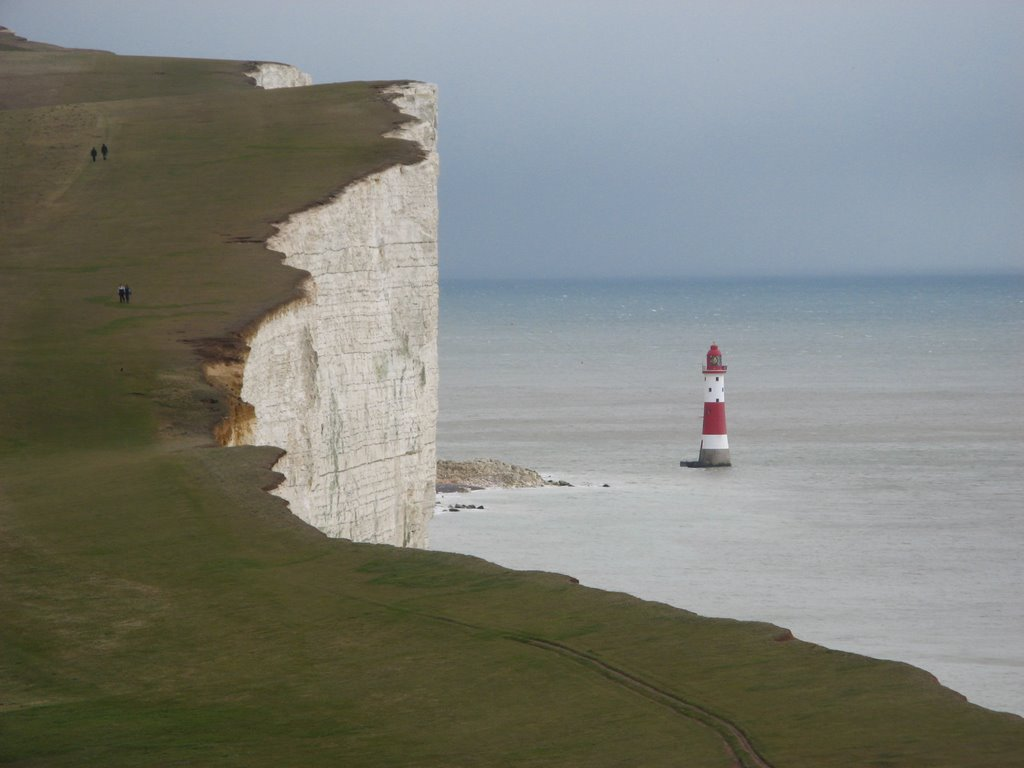
Le promontoire de Beachy Head se trouve dans le parc national, vu ici avec le phare de Beachy Head à ses pieds.

## Géographie

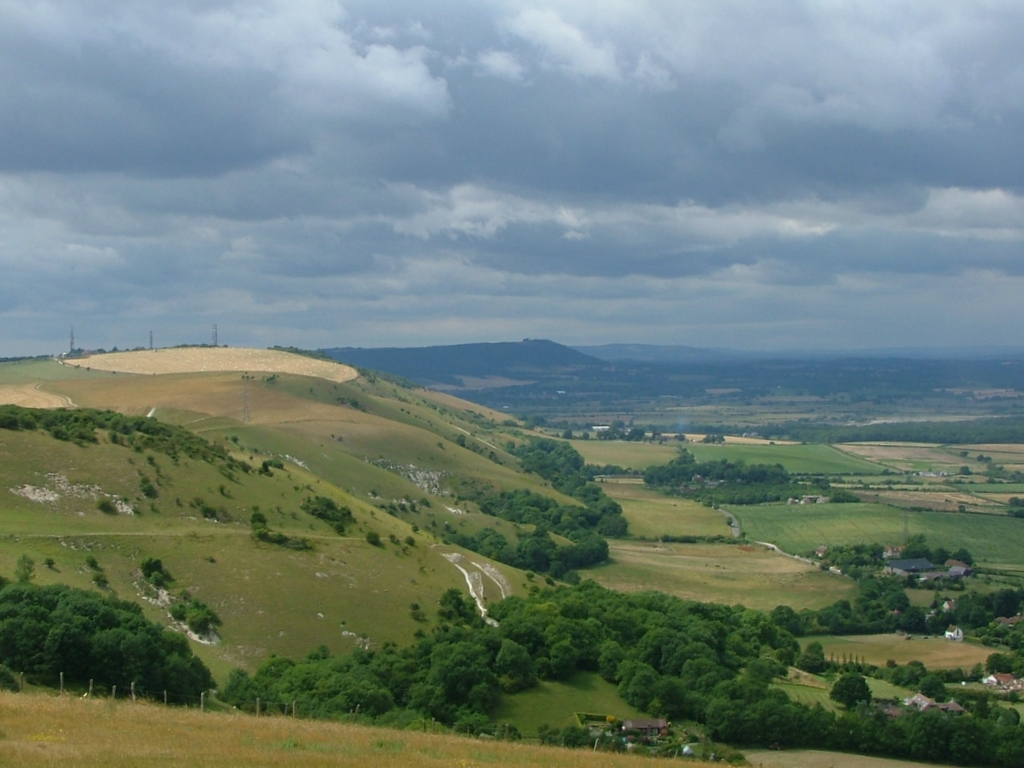
Une vue à l'ouest de la vallée de Devil's Dyke

Le parc national des South Downs s'étend sur 140 km à travers le sud de l'Angleterre, de St Catherine's Hill près de Winchester dans le Hampshire à l'ouest jusqu'à Beachy Head, près d'Eastbourne dans l'East Sussex à l'est. Il exclut donc les principales villes côtières de Southampton, Portsmouth, Chichester, Bognor Regis et Littlehampton. Plus à l'est, là où la limite sud du parc se trouve beaucoup plus près de la côte, il a été soigneusement dessiné pour exclure les zones urbaines de Worthing, Brighton et Hove, Newhaven, Seaford et Eastbourne, qui avaient toutes fait des empiètements substantiels sur les Downs au cours des 19e et 20e siècles. En revanche, le parc comprend un certain nombre de villes situées dans l'ouest du Weald, notamment Petersfield, Liss, Midhurst et Petworth, ainsi que les deux villes historiques du Sussex, Arundel et Lewes.

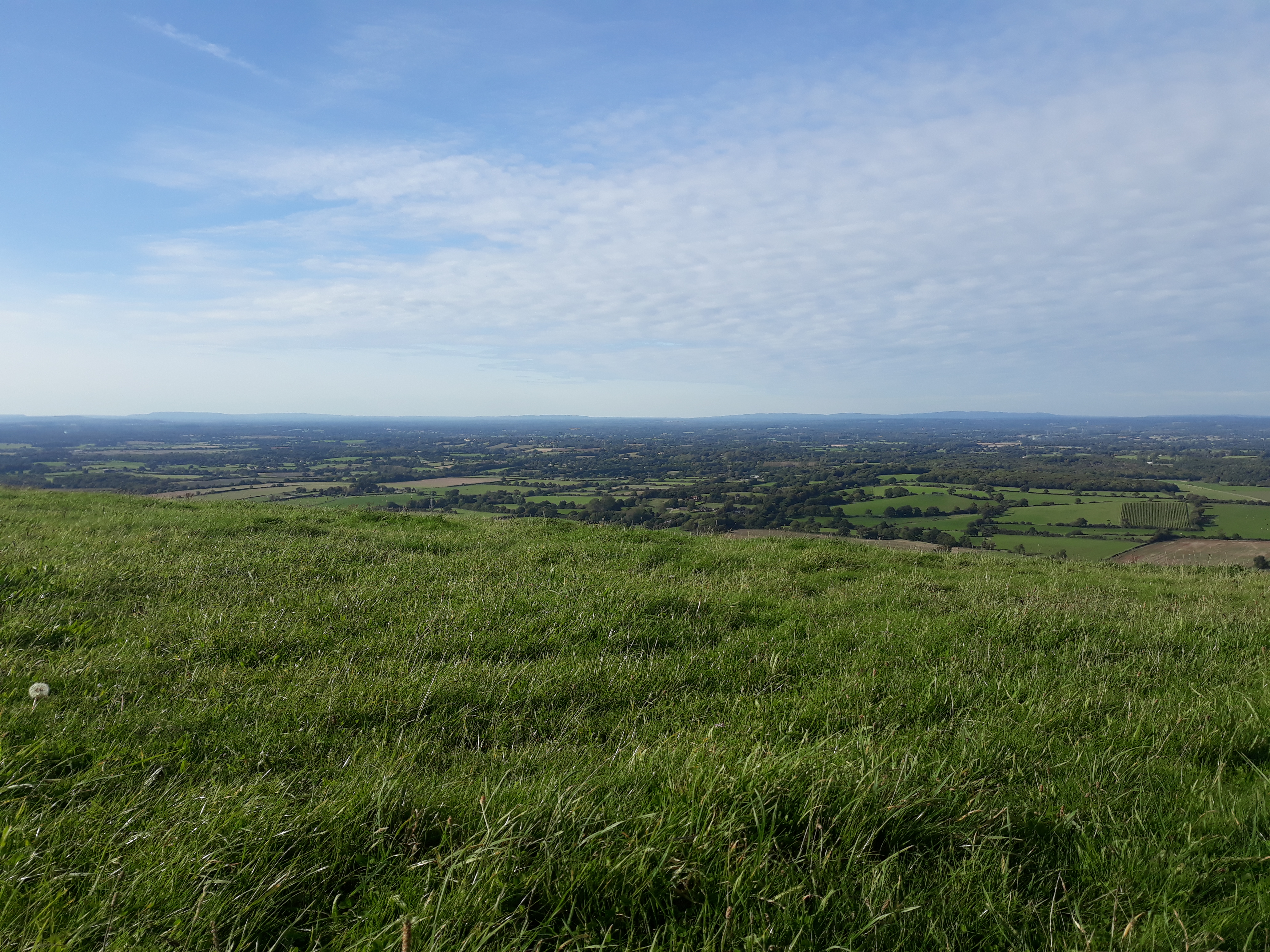
Vue sur la colline

La population totale vivant dans le parc national est d'environ 108 000 personnes. Parmi elles, 42 000 vivent dans le Hampshire, 40 000 dans le West Sussex et 25 000 dans l'East Sussex. Winchester compte 11 500 habitants dans le parc. La zone reçoit environ 46 millions de visites chaque année, chiffre qui devrait augmenter à la suite de la création du parc national,.
Le parc comprend deux zones précédemment désignées comme zones de beauté naturelle exceptionnelle, l'East Hampshire AONB et le Sussex Downs AONB. Le parc comprend également le Queen Elizabeth Country Park près de Petersfield.
Les terres crayeuses du parc national des South Downs le distinguent des autres parcs nationaux de Grande-Bretagne. Cependant, près d'un quart (23 %) du parc national se compose d'une région physiographique assez différente et fortement contrastée, le Weald occidental, dont les collines et les vallées densément boisées reposent sur une géologie plus ancienne de grès résistants et d'argiles plus tendres.
Dans le parc national, il y a deux figures de craie, le cheval blanc de Litlington et le Géant de Wilmington.

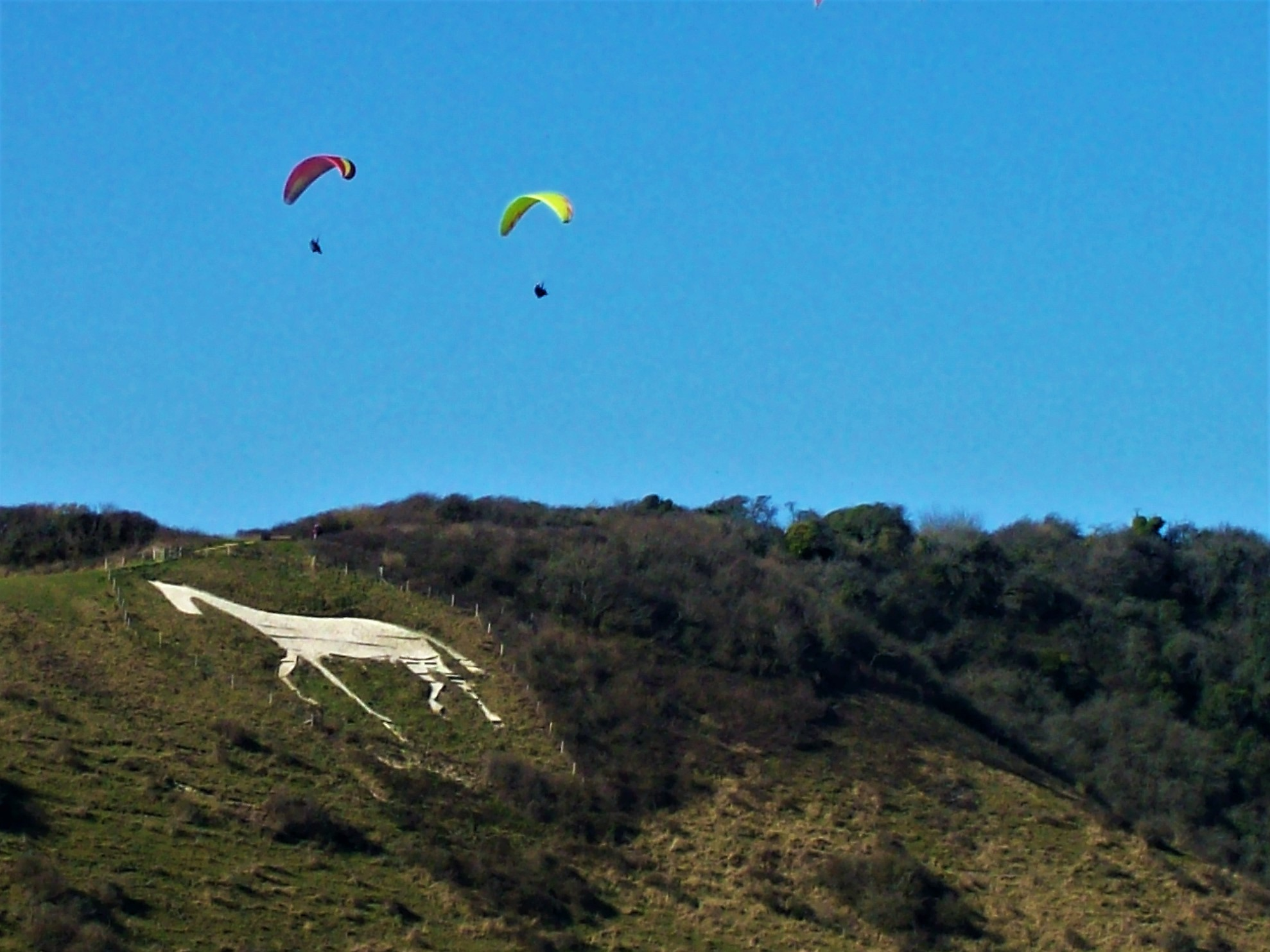
Le cheval blanc de Litlington dans le village de Litlington

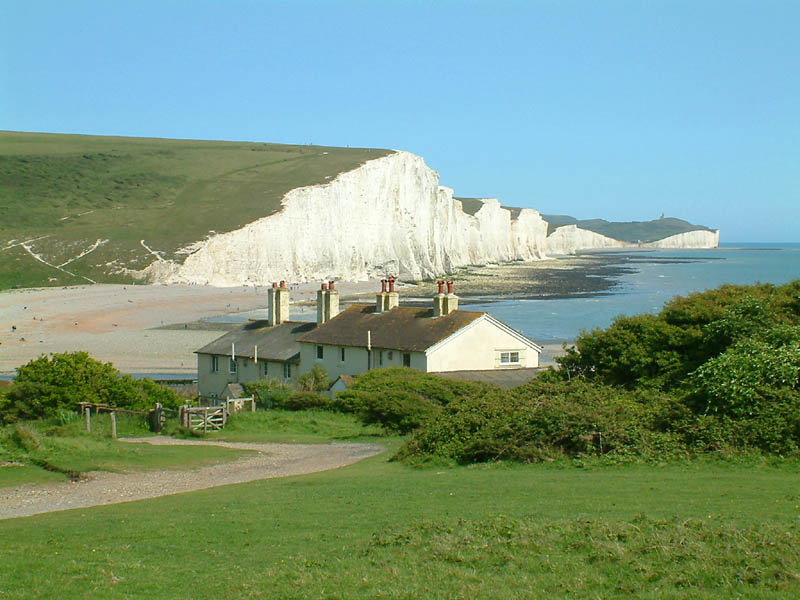
Les falaises des Seven Sisters et les cottages des garde-côtes, de Seaford Head à l'embouchure de la rivière Cuckmere